# Mars 2009 en France
Chronologie de la France
- 2005
- 2006
- 2007
- 2008
- 2009
- 2010
- 2011
- 2012
- 2013

Janvier - Février - Mars - Avril - Mai - Juin - Juillet - Août - Septembre - Octobre - Novembre - Décembre
2007 - 2008 - 2009 dans les DOM-TOM français - 2010 - 2011
2007 par pays en Europe - 2008 par pays en Europe - 2009 par pays en Europe - 2010 par pays en Europe - 2011 par pays en Europe 

## Chronologie

### Dimanche1ermars 2009
Politique
Économie
Affaires diverses
- Le salon de l'agriculture, « la plus grande ferme de France », a accueilli plus de 670 000 visiteurs payants, soit 10 % de plus que celui de 2008.
- Arrêtés samedi, 6 membres du collectif antipublicitaire des « Déboulonneurs » ont passé 20 heures en garde à vue après avoir « barbouillé » pour leur 34e action trois panneaux publicitaires dans le IXe arrondissement de Paris. Les déboulonneurs disent ne pas vouloir « supprimer la publicité » mais « la remettre à sa place ». Ils réclament que les panneaux publicitaires soient limités à 50 x 70 cm, comme l'affichage associatif.

### Lundi2 mars 2009
Politique
- L'ex-candidate socialiste Ségolène Royal reproche au gouvernement d'agir « au coup par coup » et « en ordre dispersé » face à la crise, estimant que son plan de relance « n'est pas à la hauteur [...] on ne sent pas la cohérence de l'action économique […] Le gouvernement agit en ordre très dispersé, Nicolas Sarkozy a donné l'habitude de faire tout et partout, on ne voit plus les ministres agir, donc il y a un sentiment de fragilité, un sentiment de bricolage ». Elle propose de concentrer les aides aux entreprises « sur celles qui augmentent leur masse salariale » et reproche à l'État de ne pas être « entré dans le capital des banques ». Elle estime qu'il « faudrait investir massivement dans la croissance verte, dans la santé, dans l'éducation et dans l'innovation », prônant « une alliance franco-allemande autour de la création d'un ministère européen de l'économie et de la relance ».
- La vice-présidente du Front national, Marine Le Pen estime que la France vient de « capituler devant les diktats européistes de Bruxelles » sur son plan de soutien à l'automobile, concernant le maintien de l'emploi sur le sol français et a « renoncé à la clause exigeant du secteur automobile l'arrêt des délocalisations en contrepartie des milliards d'euros attribués à la filière ».
- Le Collège de France crée une chaire consacrée au « Développement durable - Environnement, énergie et Société » confiée au professeur Henri Leridon, spécialiste de la démographie, qui traitera une nouvelle thématique chaque année tournée vers les grands enjeux en matière de climat, d'énergie et d'alimentation. Alors que la planète devrait passer de plus de 6 milliards d'habitants aujourd'hui à plus de 9 milliards en 2050, selon les projections de l'ONU, il étudiera les bases de ces prévisions, leur validité et leur compatibilité avec l'environnement et les perspectives de développement.
- La présidente du Medef, Laurence Parisot, est déboutée de ses poursuites en diffamation contre un ancien président de l'UIMM, Daniel Dewavrin, prédécesseur de Denis Gautier-Sauvagnac, qui affirmait qu'elle était au courant « depuis longtemps » de l'existence de retraits de fonds suspects au sein du patronat de la métallurgie.

Économie
- Nouvelles prévisions 2009 pour l'économie en France : PIB -1,0 % à -1,5 %, chômage en augmentation de 300 000, déficit public à 5,5 %, inflation +0,4 %, taux d'endettement à 80 % du PIB à la fin de l'année 2010, soit 22 000 euros par Français.
- L'opérateur de téléphonie mobile et fournisseur d'accès internet SFR, groupe Vivendi, a enregistré un chiffre d'affaires 2008 en hausse de 28,1 %, à 11,5 milliards d'euros et un recul d'environ 1 % de son bénéfice opérationnel à 2,5 milliards d'euros. L'année a été marquée par l'intégration de Neuf Cegetel, depuis le 15 avril 2008, et des activités fixes et ADSL de Tele2 France, depuis juillet 2007. SFR comptait fin décembre 19,65 millions de clients mobiles, soit 886 000 de plus qu'un an plus tôt. Parmi eux, 5,9 millions étaient clients 3G.
- Les constructeurs d'automobiles Mitsubishi Motors et Peugeot SA annoncent avoir conclu un accord pour développer ensemble un véhicule électrique, destiné au marché européen et basé sur le modèle « i MiEV » de Mitsubishi.

Affaires diverses
- Publication de la 100e édition du guide Michelin, le guide gastronomique français le plus attendu, si ce n’est le plus craint, vendu en France à 370 000 exemplaires en 2008. En 2009, le Michelin a sélectionné plus de 8 500 établissements en France.

### Mardi3 mars 2009
Politique
- La ministre du Logement Christine Boutin estime que le gel des loyers réclamé par les associations de locataires et des mouvements de consommateurs, fait partie de « ces fausses bonnes idées », « très dommageables à moyen et long terme » : bloquer les loyers pourrait inciter les propriétaires soit à ne plus louer leur bien, soit à ne plus entretenir leur logement, soit à ne plus investir dans la pierre pour louer [...] Donc, à terme, cela fait moins de logements mis sur le marché [...] En outre, quand on bloque pendant un certain temps, la sortie du contrôle se traduit toujours par une flambée des prix. Selon la ministre la réponse « la plus adéquate » pour ralentir la hausse des loyers, « c'est construire. Il faut développer le nombre de logements sociaux et libres afin de rééquilibrer l'offre et la demande ».
- Le Conseil constitutionnel valide l'essentiel de la réforme de l'audiovisuel public, après avoir été saisi par les sénateurs socialistes qui lui demandaient de censurer les articles sur la nomination des présidents de chaîne et la suppression de la publicité, jugeant qu'ils allaient restreindre l'indépendance de France Télévisions[1].
  - Le Conseil a donné son aval à la nomination des présidents de France Télévision et de Radio France par le président de la République, après avis conforme du Conseil supérieur de l'audiovisuel et de commissions du Parlement, qui peuvent exercer un droit de veto à la majorité des trois cinquièmes. Le pouvoir du Parlement est diminué en ce qui concerne la révocation des présidents : il n'aura pas de droit de veto et son avis ne sera que consultatif.
  - Le Conseil a aussi donné son aval à l'article prévoyant la suppression de la publicité et la création d'une taxe nouvelle pour compenser la perte de recettes, à une réserve près, qui précise les modalités de la compensation financière prévue par l'État. « Il incombera à chaque loi de finances de fixer le montant de la compensation financière », alors que la loi ne faisait que prévoir cette compensation financière, sans précisions.

Économie
- Selon Hervé Juvin, président du cabinet Eurogroup Institute et spécialiste du système bancaire mutualiste, les difficultés des Banque populaire et Caisse d'épargne ne signent pas l'échec du modèle bancaire coopératif, mais s'expliquent par la perversion du modèle d'avoir voulu trop ressembler aux banques classiques. Leur sauvetage doit donc aussi passer par un retour aux fondements de leur métier, car historiquement, les banques coopératives et mutualistes sont parties d'un mouvement chrétien-démocrate regroupant des petits paysans, puis des artisans, qui se sont organisés pour disposer d'un système de prêts qui ne les soumettent pas à la loi des usuriers.

Affaires diverses
- Selon l'Inserm, le nouveau doyen des hommes français est Félix Maximilien Rostaing, âgé de 108 ans et vivant à Capbreton (Landes), après le décès de Joseph Malahieude dimanche dans le Pas-de-Calais. Il est né le 27 décembre 1900 à Montricher (Savoie) et a été militaire de carrière. Il a vécu dans la vallée de la Maurienne (Savoie), à Bergerac (Dordogne) avant de s'installer à Capbreton.
- Le groupe d'intervention régional (GIR, composé de gendarmes, policiers, douaniers, etc.) de Lyon, démantèle un réseau de trafic de cannabis composé de 23 personnes interpellées à Andrézieux-Bouthéon (Loire) et dans des communes environnantes du Forez. Âgés de 20 à 40 ans, la plupart de ces trafiquants, parmi lesquels figurent deux femmes, s'étaient déclarés chômeurs et percevaient des prestations sociales (RMI, Assedic ou allocation aux adultes handicapés).

### Mercredi4 mars 2009
Politique
Économie
- Le groupe bancaire Crédit Agricole SA, première banque français sur le marché des particuliers, annonce avoir dégagé un bénéfice net 2008 de 1,024 milliard d'euros, en baisse de 75 %, à cause d'une importante perte au quatrième trimestre mais aussi du niveau élevé de ses provisions.
- Le groupe de télécommunications France Télécom annonce un bénéfice net en 2008 de 4,07 milliards d'euros, en baisse de 35,4 %. Son chiffre d'affaires est en hausse de 1 % à 53,5 milliards d'€. La facture télécoms représenterait environ 2,4 % de la dépense moyenne des ménages français.
- Le groupe de services, Suez Environnement, spécialisé dans le traitement des eaux et des déchets, annonce un bénéfice net 2008 en hausse de 8,4 %. Pour 2009, il prévoit une réduction de 25 % de ses investissements ainsi qu'une accélération de ses réductions de coûts.

Affaires diverses
- Selon le ministère de l'Environnement, la France compte toujours 647 sites industriels à haut risque.
- Plus de 2,2 millions de jambon-beurre se vendent chaque jour en France, soit 830 millions d'unités par an pour un marché total annuel de 1,8 milliard de sandwichs avalés sur le pouce. Le marché de la restauration rapide est dopé par la crise et affiche une croissance de 11 %. Particularité française, pour un hamburger acheté, il se consomme huit sandwichs.

### Jeudi5 mars 2009
Politique
Économie
- L'INSEE annonce un taux de chômage en hausse à 8,2 % au quatrième trimestre 2008, soit 2,2 millions de chômeurs au quatrième trimestre 2008.
- Le groupe de distribution Casino un bénéfice net 2008 à 497 millions d'euros en baisse de 39 %. Le groupe qui a misé sur la proximité et le maxidiscount, a amélioré ses ventes et sa rentabilité opérationnelle en hausse de 8,5 %. Le groupe prévoit de lancer un programme de cession d'actifs d'environ un milliard €.
- Le groupe Essilor, premier fabricant mondial de verres ophtalmiques, annonce un bénéfice net 2008 à 382,4 millions d'euros, en hausse de 4,3 % et vise pour 2009 une croissance par acquisitions.
- Le groupe d'énergie GDF Suez annonce pour sa première année d'existence un bénéfice net 2008 à 6,5 milliards d'euros en hausse de 13 % et prévoit une « croissance » de son résultat brut d'exploitation (Ebitda) en 2009. La fédération CGT de l'Énergie estime que le bond de 13 % du bénéfice s'était fait « sur le dos des consommateurs » et demande que ceux-ci soient remboursés à hauteur d'un milliard d'euros sur leurs factures antérieures. Elle demande aussi une hausse de 10 % des salaires pour l'ensemble des salariés du groupe et un blocage des dividendes par rapport à 2007 alors que le groupe envisage de distribuer 4,8 milliards d'euros à ses actionnaires.

Affaires diverses
- Mort à Aix-en-Provence du professeur Bruno Étienne (71 ans), « pionnier de la recherche pluridisciplinaire sur le phénomène religieux et plus particulièrement sur la dimension politique dans l'espace euro-méditerranéen ». Il a fondé en 1992 l'Observatoire du religieux à l'IEP d'Aix-en-Provence pour fédérer les recherches en sciences politiques, en sociologie et en anthropologie sur le phénomène religieux. Il avait aussi enseigné en Tunisie, en Égypte, en Turquie, en Syrie, en Israël/Palestine, aux États-Unis.
- La Cour de justice européenne a débouté la France de son recours contre l'interdiction dans l'UE de la pêche à la « thonaille », un filet très controversé utilisé pour la capture de thons en Méditerranée. L'UE a banni cette pêche en 2002, considérée comme potentiellement dangereuse pour les cétacés. Mais la France n'a pas respecté cette interdiction et en a demandé la levée, poussant la Commission européenne à saisir la justice européenne en 2007.

### Vendredi6 mars 2009
Politique
Économie
Affaires diverses
- 24 enfants d'une école maternelle de Morigny-Champigny (Essonne) et un adulte ont été intoxiqués au monoxyde de carbone vendredi à cause d'un chauffage d'appoint, installé provisoirement et fonctionnant grâce à un groupe électrogène et un système de soufflerie.

### Samedi7 mars 2009
Politique
- Jean-Luc Mélenchon, fondateur du Parti de Gauche, a souhaité lors du meeting de lancement de campagne qui a rassemblé quelque 6 000 personnes au Zénith de Paris, que le « front de gauche » constitué avec le Parti communiste français pour les élections européennes devienne un « front populaire majoritaire ». Appelant à la « révolution par les urnes », l'ex-socialiste a souhaité faire des Européennes un « double référendum », contre l'Europe du traité de Lisbonne et la politique de Nicolas Sarkozy, et appelé à une « insurrection civique » comme lors du « non de gauche » au traité constitutionnel européen en 2005.

Économie
- La France semble moins touchée par la crise immobilière que d'autres pays, victimes de leurs excès de crédit ou de construction, grâce à sa prudence vis-à-vis du crédit, que certains qualifiaient avant le séisme financier de rigide et conservatrice. Elle ne connaît ni surproduction massive, ni défaillance majeure de promoteurs, et quasiment pas d'impayés de crédit mettant les emprunteurs en difficulté.

Affaires diverses
- La Compagnie du Mont-Blanc, gestionnaire des domaines skiables de Chamonix (Haute-Savoie), inaugure une télécabine d'un coût record de 20 millions d'euros en présence du ministre du Budget, Eric Woerth. Il s'agit du plus gros investissement réalisé cette saison dans une station de ski française. Elle comporte 66 cabines et peut transporter jusqu'à 3 000 personnes par heure à une vitesse de 5,3 mètres par seconde. Le nouvel équipement remplace la télécabine qui, le 1er mars 2008, avait été le théâtre d'un accident mortel et qui a cessé de fonctionner en raison de son état de vétusté.
- Violentes échauffourées entre une soixante de « jeunes » et la police à la suite d'un contrôle routier dans la soirée à Chanteloup-les-Vignes (Yvelines).

### Dimanche8 mars 2009
Politique
Économie
Affaires diverses
- Dans la nuit de samedi à dimanche, une soirée organisée via le réseau social Facebook dans le centre de Tours (Indre-et-Loire) dégénère entraînant cinq heures d'affrontements entre la police et quelque 300 jeunes dans les rues de la vieille ville, une zone du vieux Tours, centre de la vie nocturne locale et très fréquentée le week-end.

### Lundi9 mars 2009
Politique
- Les députés votent l'interdiction de la vente ou de distribution gratuite d'alcool et de tabac aux moins de 18 ans, alors que cette vente est jusqu'à présent interdite aux moins de 16 ans.

Économie
- Le conseil d'administration de la Société générale vote l'attribution de 70 000 stock-options à son président Daniel Bouton, 150 000 au directeur général, Frédéric Oudéa et 50 000 autres à chacun des deux directeurs généraux délégués. Le prix d'exercice de ces options est de 24,45 euros, soit la moyenne des cours de Bourse des 20 séances précédant la tenue du conseil.

Affaires diverses

### Mardi10 mars 2009
Politique
- Mobilisation universitaire : 41 universités sur 79 sont toujours en grève ou bloquées.
- Jean-François Kahn du MoDem, estime que la crise financière et économique actuelle est « pire que celle de 29 » et prône une « révolution » qui met « l'Homme au centre de la société » : « L'État doit maintenant se mettre au service de l'Homme, l'argent doit être au service de l'Homme et non le contraire, c'est le cœur la révolution que nous proposons [...] La crise de 29 a débouché sur le stalinisme d'un côté et le fascisme de l'autre. Si on n'est pas capable de proposer un autre système, les gens qui ne peuvent plus accepter cette société qui s'écroule, risquent d'écouter des voix qui leur proposeront de mettre le sol, le sang ou la race au centre ».
- Loi Hadopi : L'association de consommateurs UFC-Que Choisir estime que le projet de loi contre le piratage sur internet des œuvres culturelles va créer « un bourbier juridique ». « Dans ce processus, c'est au consommateur de faire la preuve de son innocence et cette possibilité ne lui est offerte qu'en bout de course », l'UFC-Que Choisir a fait constater par un huissier qu'il était « très facile » d'usurper l'adresse IP de quelqu'un à partir d'une connexion Wi-Fi et de télécharger illégalement des fichiers, à l'insu de l'abonné. « Il y aura des recours massifs de consommateurs auprès des tribunaux et l'UFC-Que Choisir les aidera ».

Économie
- Le déficit commercial 2008 de la France s'est élevé à près de 56 milliards en données corrigées des variations saisonnières.
- Le groupe français de technologie pour les médias Thomson, annonce une perte nette 2008 de 1,93 milliard d'euros contre une perte 2007 de 23 millions €.

Affaires diverses
- Mort du journaliste, producteur et animateur Jean-Pierre Lentin (58 ans). Il est spécialisé dans la culture et les sciences, mais était passionné par la culture underground.
- Un groupe de quelque 25 personnes armées de barres de fer, bâtons et couteaux ont mené une attaque contre le lycée professionnel Jean-Baptiste-Clément de Gagny (Seine-Saint-Denis) où elles ont légèrement blessé douze personnes dont des élèves et des enseignants. Trois mineurs ont pu être interpellés.
- Bagarre entre deux bandes de quelque 40 « jeunes » à la gare de Vigneux-sur-Seine (Essonne) faisant deux blessés. 26 personnes sont interpellées dont 17 mineurs.
- Le ministère de l'Immigration, de l'intégration, de l'identité nationale et du développement solidaire, annonce le démantèlement par les équipes de l'Office central de répression de l'immigration irrégulière et de l'emploi d'étrangers sans titres (OCRIEST) et de la direction zonale sud-est de Lyon, du démantèlement d'une filière algérienne d'immigration clandestine qui faisait passer des immigrés clandestins et délivrait des pièces d'identité et de justificatifs contrefaits facturés entre 3 500 et 5 000 €. Au total 22 personnes ont été interpellées en région parisienne et en province.

### Mercredi11 mars 2009
Politique
- Lors d'un colloque organisé à l'École militaire par la Fondation pour la recherche stratégique, le président Nicolas Sarkozy, justifie sa décision du retour complet de la France dans la structure militaire intégrée de l'Alliance atlantique par trois arguments principaux : ce rapprochement ne brade en rien l'indépendance nationale, il ne constitue pas une rupture avec ses prédécesseurs, il n'affaiblira pas la défense européenne.

Économie
- Le groupe JCDecaux, gérant du système parisien de vélos en libre-service, Vélib' annonce pour cette activité un chiffre d'affaires 2008 à 57 millions d'euros. Le groupe estime que c'est un « important succès commercial » avec 74 000 utilisateurs par jour pour 20 600 vélos et 44 millions de locations depuis son lancement en juillet 2007. Cependant, le groupe déplore subir des dommages importants avec 7 800 vélos volés et 11 800 autres endommagés.
- Le groupe Lagardère annonce un bénéfice net 2008 part du groupe de 593 millions d'euros, en hausse de 11,1 % par rapport à 2007.
- La cour d'appel de Paris confirme l'amende de 92 millions d'euros infligée en novembre 2005 aux opérateurs SFR, Bouygues et Orange, pour une entente commerciale dans la téléphonie mobile.
- La direction allemande du fabricant de pneumatiques Continental annonce son intention de fermer son usine de Clairoix (1 120 salariés) d'ici un an, ainsi que le site allemand de Hanovre (780 employés).

Affaires diverses
- Trois policiers de la Brigade anticriminalité de Toulon sont agressés à coups de barres de fer par une quarantaine de « jeunes » et sont grièvement blessés. Ils « sont tombés dans un véritable guet-apens » au moment où ils allaient interpeller un homme suspecté de trafic de drogue. Ils n'ont pas fait usage de leurs armes. Depuis le début du mois, c'est la troisième fois que des policiers sont pris à partie et que des voitures de patrouille reçoivent des cailloux à Toulon.

### Jeudi12 mars 2009
Politique
- La ministre du Logement, Christine Boutin, annonce que « désormais, il n’y aura plus de personnes mises à la rue, plus d’expulsions sans une solution de remplacement », alors que la trêve hivernale prend fin dimanche. La loi de 1990 sur la trêve hivernale reste en vigueur « mais avec l'obligation faite aux préfets de proposer une solution de relogement ou d'hébergement avant toute expulsion », pour les « locataires dans l'impossibilité de payer leur loyer ». Le « principe entre immédiatement en vigueur », même si ce sera « évidemment plus facile en province qu'en Île-de-France [...] Ma loi sur le logement […] exige la mise en place dans chaque département d'une commission de prévention des expulsions ». En 2008, 10 000 expulsions pour défaut de paiement de loyers ont été prononcées avec recours à la force publique.
  - La Fondation Abbé-Pierre juge les propos de Christine Boutin sur les expulsions locatives, « généreux mais peu concrets » car reprenant en compte « ce que la loi relative au Droit au logement opposable impose depuis déjà deux ans ». Compte tenu de la « crise gravissime » du logement social, alors que les difficultés des ménages à faire face à leurs dépenses de logement, la hausse des loyers de plus de 40 % en dix ans, la montée du chômage aboutit à ce que plus de « 1,8 million de ménages peinent à s'acquitter de leur loyer », redoutant une augmentation du nombre des expulsions. Selon la fondation « seul un moratoire différant toute expulsion en 2009 est en mesure d'éviter de nouvelles catastrophes sociales ».
- Parti socialiste : Deux membres de la direction nationale, Mireille Le Corre et Najat Belkacem rejettent les listes de leur parti pour les élections européennes. Elles sont poussées à la démission.

Économie
- Selon les chiffres du ministère de l'emploi, la France comptait 100 500 emplois salariés de moins fin 2008 par rapport à fin 2007 (- 0,6 %), avec une perte de 106 800 postes au cours du seul quatrième trimestre. La France comptait 18 millions de salariés fin décembre.
- Aéroports de Paris, gestionnaire des aéroports parisiens, annonce un bénéfice net 2008 de 271,2 millions d'euros en hausse de 12,6 %, et vise une légère croissance de son chiffre d'affaires et de son excédent d'exploitation en 2009.
- Le groupe de distribution Carrefour, no 2 mondial de la distribution, annonce un bénéfice net 2008 part du groupe de 1,27 milliard d'euros, en chute de 44,7 % sur un an, pour un résultat opérationnel (Ebit) de 2,77 milliards, en baisse de 16,8 %. Le groupe prévoit d'investir 600 millions d'euros pour renforcer sa dynamique commerciale et de faire des économies de coûts de fonctionnement de 500 millions pour soutenir les ventes.
- La Poste annonce un bénéfice net 2008 à 529 millions d'euros en baisse de 44 % notamment en raison d'un ralentissement de ses activités courrier. Son chiffre d'affaires 2008 se monte à 20,829 milliards € en progression de 0,2 %, alors que son résultat d'exploitation ressort à 886 millions € en repli de 32 % à 886 millions d'euros en raison notamment d'une hausse des provisions pour risques.
- Le secrétaire d'État chargé de l'Industrie et de la Consommation, Luc Chatel, annonce l'octroi d'un prêt public participatif de cinq ans d'un montant de 250 millions d'euros à l'entreprise Renault Trucks, dans le cadre de la mise en œuvre du « pacte automobile ». En échange, le groupe Renault Trucks, une filiale de Volvo dont le siège est à Saint-Priest, s'engage à préserver l'outil de production, à ne pas fermer de site et à ne pas procéder à un plan social pendant l'année 2009, cependant l'entreprise indique que d'autres périodes de chômage seraient prochainement mises en place, les commandes reçues en janvier et février ne représentant que le cinquième des capacités de production.
- Selon le sénateur de l'Oise Philippe Marini suggère qu'il est possible d'éviter la fermeture du site Continental de Clairoix annoncée la veille par le fabricant de pneus, qui emploie 1 120 salariés : « La société Continental [...] c'est quelque chose qui n'existe plus, c'est une société qui n'a plus de tête, qui n'a plus de dirigeants, dont on ne sait plus qui y exerce le pouvoir. Et par conséquent l'annonce de fermeture a été faite par des gens irresponsables, sans mandat, sans stratégie. C'est d'abord ça que je dénonce [...] Le groupe Schaeffler, plus petit que Continental, a pris le contrôle l'été dernier, juste avant la crise financière par une OPA hostile. Ensuite, les valeurs se sont effondrées et les banques aujourd'hui exercent le pouvoir et ont évincé de la réalité de celui-ci l'héritière bavaroise ».

Affaires diverses
- Jean-Loup Dabadie (71 ans) est reçu officiellement à l'Académie française après son élection en avril 2008 au 19e fauteuil[2].

### Vendredi13 mars 2009
Politique
- Le président Nicolas Sarkozy reçoit au palais de l'Élysée les dix équipes internationales d'architectes qui planchent depuis début 2008 sur « un projet d'exception pour l'aménagement de la capitale française » et pour l'avenir de la région parisienne. Aucun calendrier n'a été annoncé, mais les architectes ont souligné la « détermination » du chef de l'État à avancer sur ce dossier. Leurs projets envisagent notamment une réorganisation des transports en commun et la création de nouvelles lignes rapides ou de nouvelles gares. Ils ont aussi travaillé à une évolution plus écologique de la région capitale. Du point de vue de l'organisation, ils ont étudié la façon de limiter l'extension de la ville vers les zones rurales et aussi de résorber le déséquilibre entre Paris et la banlieue.

Économie
Affaires diverses
- Ouverture du 29e Salon du livre de Paris jusqu'au mercredi 18 mars, au parc des expositions de la Porte de Versailles, avec 3 000 auteurs et plus de 1 000 éditeurs. Quelque 200 000 visiteurs sont attendus, avec cette année un effort particulier en direction du jeune public. La littérature mexicaine est l'invitée de cette édition. Un hommage sera rendu à Charles Darwin, à l'occasion du bicentenaire de sa naissance, à l'Espace Sciences. Des informations seront données sur les « lectures de demain » et les nouvelles technologies du livre et de l'édition.

- Le porte-avions nucléaire Charles de Gaulle devra être immobilisé « entre plusieurs semaines et plusieurs mois » à la suite de la découverte d'une usure « anormale » de pièces sur les arbres de transmissions du système de propulsion. Selon la marine, le « programme d'activité à la mer » du navire a été suspendu après « le constat de l'usure anormale de deux pièces mécaniques d'entraînement des lignes d'arbres ». L'anomalie a été détectée en raison de « vibrations élevées dans le compartiment de propulsion ». Après un an et demi de travaux pour sa première grande révision périodique, le Charles de Gaulle avait repris la mer en novembre et menait depuis un programme d'entraînement qui devait permettre de le déclarer de nouveau opérationnel à la fin du printemps[3],[4].

### Samedi14 mars 2009
Politique
- Leader de la Coupe du monde de slalom, le skieur de Valloire, Jean-Baptiste Grange, vient de décrocher le globe de cristal de la spécialité succédant ainsi à Sébastien Amiez, dernier Français sacré en 1996.

Économie
Affaires diverses
- Mort du chanteur Alain Bashung à l'hôpital Saint-Joseph à Paris quelques jours après avoir triomphé aux Victoires de la musique.
- Dans la soirée, aux Mureaux (Yvelines) 21 policiers ont été légèrement blessés par des tirs de « petits plombs » et des jets de pierres, après être tombés dans un véritable « guet-apens » tendu par plusieurs dizaines de « jeunes ». Une quarantaine de cocktails Molotov prêts à l'emploi ont été trouvés sur place et 8 personnes ont été arrêtées.
- Un « grand frère » de Seine-Saint-Denis, prix de l'Éthique 2008, est mis en examen et écroué pour enlèvement, séquestration, tentative d'assassinat et violences aggravées[5].

### Dimanche15 mars 2009
Politique
- Selon le ministre de la Défense, Hervé Morin, le retour de la France dans le commandement militaire intégré de l'Otan lui permettra d'être à la fois « la tête et les jambes » de l'Alliance : « Nous étions les jambes de l'Otan, mais nous n'en étions pas la tête. Nous voulons y être la tête et les jambes [...] Nous sommes le quatrième contributeur financier, en hommes, nous participons à toutes les opérations de l'Otan depuis 1995, nous commandons des opérations de l'Otan, mais nous n'étions pas dans les structures militaires qui permettaient de planifier, d'organiser, de préparer et définir les objectifs des missions auxquelles nos hommes participaient ».
- L'ancien premier ministre socialiste Laurent Fabius estime que si la « politique extrêmement injuste » du gouvernement se poursuit, il y a le risque de « mouvements profonds et effectivement radicaux de révoltes » au printemps. Le porte-parole de l'UMP, Frédéric Lefebvre affirme que Fabius « n'a qu'un mot à la bouche, c'est la révolte [...] On voit petit à petit le Parti socialiste se transformer en parti protestataire [...] en groupuscule d'extrême-gauche ».
- Devant plus d'un millier de cadres, élus et militants réunis à Arras (Pas-de-Calais), le président du Front national, Jean-Marie Le Pen, lance sa campagne pour les européennes. Il a dénoncé « l'idéologie libre-échangiste et arbitraire de Bruxelles », qui contribue à « démanteler notre modèle économique et social, un modèle fragile qui s'était bâti sur de difficiles compromis [...] L'Europe a rétabli le travail de nuit des femmes, pourtant aboli au XIXe siècle, l'Europe a rétabli l'interdiction du travail le dimanche, l'Europe autorise les ouvriers polonais en France à travailler aux conditions du droit social polonais ».

Économie
Affaires diverses
- Le commissariat de police de Montgeron (Essonne) a été attaqué vers 2h30 du matin par des individus qui ont tiré au fusil de chasse et laissé 250 impacts de petit plomb sur la porte d'entrée. Aucun policier n'a été blessé. Mercredi, un garçon de 17 ans avait été légèrement brûlé au visage par un tir de pistolet d'alarme chargé à blanc à l'intérieur d'un autocar scolaire. L'auteur du tir avait été interpellé et gardé à vue dans le commissariat.

### Lundi16 mars 2009
Politique
- Selon Audipresse, les quotidiens ont gagné des lecteurs en 2008 pour la deuxième année consécutive, mais les magazines ont souffert d'une fragmentation des audiences. Chaque jour en 2008, 24,3 millions de personnes ont lu au moins un titre de presse quotidienne, soit 48,6 % de la population âgée de 15 ans et plus, gagnant plus d'un million et demi de lecteurs par rapport à 2007, année déjà particulièrement favorable aux journaux en raison de la forte actualité politique. 48,6 millions de lecteurs, soit 97,2 % de la population lisent au moins un magazine chaque mois, mais leur audience recule de 3,6 % en périmètre constant[6].
- Selon Henri Guaino, conseiller spécial du président, le taux de la TVA sur la restauration sera bien abaissé à 5,5 %, à condition toutefois que la profession s'engage à faire des efforts sur les prix et l'emploi ce que le président Nicolas Sarkozy confirme dans la journée à l'Union professionnelle artisanale. Ce dernier a aussi confirmé que le taux de TVA dans le bâtiment serait maintenu à 5,5 % au-delà de la fin 2009.
- La ministre de l'économie, Christine Lagarde, présente son plan destiné à encadrer le crédit à la consommation — notamment la publicité et les conditions de souscription — pour mieux protéger les emprunteurs. Le projet vise plus particulièrement le crédit renouvelable.
- Selon Emmaüs, 500 000 ménages sont en situation d'impayés de loyer et « près de 221 000 personnes occupent » actuellement « un logement sans droit et sans titre à la suite d'une décision d'expulsion ». L'association demande un moratoire des expulsions locatives au moment où prend fin la trêve hivernale.

Économie
Affaires diverses
- La Franco-Colombienne Íngrid Betancourt, ex-otage des Farc, introduit une demande en divorce d'avec son mari, le Colombien Juan Carlos Lecompte, « pour séparation de corps de fait » pendant une période de plus de six ans, soit deux années de plus que celle prévue par la loi. Les avocats de l'époux ont repoussé la demande en alléguant que « cette séparation n'a pas été volontaire mais survenue à la suite d'un cas de force majeure »[7].

### Mardi17 mars 2009
Politique
- Le premier ministre, François Fillon décide, pour la deuxième fois, d'engager la responsabilité de son gouvernement devant l'Assemblée nationale – au titre de l'article 49-1 de la Constitution – sur une déclaration de politique étrangère concernant la réintégration de la France dans le commandement intégré de l'OTAN[8]. L'Assemblée nationale vote pour la confiance au gouvernement par 329 voix contre 228.
- Selon le ministre de la Défense, Hervé Morin, le retour complet de la France dans l'OTAN ne remet pas en cause son indépendance « ni la voix de la France, ni la capacité de la France à porter un message particulier » – « Nous resterons maîtres de nos forces au sein de l'Alliance atlantique, de décider de participer à une opération ou non, du niveau de notre engagement et de l'équipement de nos forces » – et apporte au moins deux avantages : cela va « permettre d'avancer beaucoup plus vite sur la construction de la défense européenne » et « compter dans la définition des objectifs, des opérations, la stratégie » de l'Alliance atlantique. 
  - Selon les chiffres donnés par la Délégation générale pour l'Armement, le montant des commandes passées à l'industrie de la défense vont être doublé, passant de 9,3 milliards d'euros en 2008 à plus de 20 milliards en 2009. Parmi les commandes l'avion de combat français Rafale, l'hélicoptère de combat Tigre et les frégates multi-missions Fremme.
- Selon la ministre de l'Intérieur, Michèle Alliot-Marie, Il y a 222 bandes dans les quartiers dont 79 % en région parisienne, regroupant quelque 2 500 membres permanents et 2 500 membres occasionnels, parmi eux 47 % de mineurs.
- Le ministre du Budget, Éric Woerth, déclare que le gouvernement « maintient le bouclier fiscal à 50 % » des revenus car il le considère comme « une mesure de justice comme le plafonnement des niches fiscales » estimant « Il y a deux ans, on a arrêté le bouclier fiscal à 50 %. On ne va pas changer d'avis tous les quatre matins, ce serait une erreur ». Selon le ministre : « le bouclier fiscal, c'est dire à des Français qu'ils ne travailleront pas plus d'un jour sur deux pour l'État [...] Ce sont des Français qui paient déjà beaucoup d'impôts et il est logique que, dans l'impôt, il y ait un plafonnement à cet impôt [...] Si vous ne plafonnez pas le taux de pression fiscale, les gens s'en vont [...] Il y a des gens qui reviennent en France et moins de gens qui s'en vont, 15 % de moins qu'auparavant ». 
  - De son côté, le président Nicolas Sarkozy affirme : « Je n'ai pas été élu pour augmenter les impôts, moi. Si on veut augmenter les impôts dans notre pays, il y a tellement de candidats pour les augmenter, vous aurez l'embarras du choix aux prochaines élections ! Moi, j'ai été élu pour réconcilier la France avec l'entreprise et avec l'usine [...] S'il y en a que ça démange d'augmenter les impôts, ils oublient qu'on est dans une compétition. ».

Économie
Affaires diverses
- La mairie de Paris a chiffré à 760 millions d'euros le coût global estimé du projet de réaménagement du quartier des Halles, qui sera financé aux deux tiers par la municipalité. Anne Hidalgo, première adjointe chargée de l'urbanisme rappelle la nécessité d'effectuer des travaux extrêmement importants d'un montant de 140 millions d'euros pour mettre le Forum des Halles aux normes de sécurité pour 2015. La gare métro et RER du Châtelet, la première d'Europe qui est désormais saturée avec 700 000 voyageurs par jour, sera également réaménagée[9].
- Des incidents violents ont éclaté au siège du Grand port maritime de Marseille (GPMM) entre des salariés de l'Union navale Marseille (UNM), dernier chantier naval de réparation de la ville et placé en liquidation judiciaire, et des responsables du port.

### Mercredi18 mars 2009
Politique
- Le Conseil constitutionnel censure six articles de la loi Boutin sur le logement, destiné à favoriser le renouvellement des locataires du parc social[10].
- Le président Nicolas Sarkozy annonce 16 nouvelles mesures policières et judiciaires pour combattre le phénomène des bandes violentes. Parmi ces mesures, huit concernent l'action de la police, trois celle de la justice et cinq, la protection des personnels et établissements de l'Éducation nationale. 
  - L'appartenance à une bande « en connaissance de cause », ayant des visées agressives sur les biens et les personnes, sera punie d'une peine de trois ans d'emprisonnement. Un fichier des violences urbaines sera créé et les 100 à 200 établissements scolaires les plus touchés devront être identifiés sous 10 jours.
  - Le président souhaite « la création d'un fichier dédié aux violences urbaines et au phénomène de bandes » et la mise en place d'une police d'agglomération avec un état-major à l'échelle des agglomérations, chargée de coordonner la collecte du renseignement et l'action de la police.
  - Des groupes spécialisés seront créés pour traiter les violences urbaines et les agissements des bandes, au sein des directions départementales de la sécurité publique. D'ici
  - D'ici fin 2010, 100 unités territoriales de quartier seront créées ainsi que 23 compagnies de sécurisation, fortes chacune de 150 fonctionnaires formés au maintien de l'ordre dans les quartiers sensibles.
  - 75 systèmes municipaux de vidéo protection et surveillance de 400 établissements scolaires, seront mis en place.

Économie
- Camif SA, maison mère du groupe Camif, no 3 français de la vente à distance, est placée en liquidation judiciaire par le tribunal de commerce de Niort.

Affaires diverses
- Polémique dans la classe politique et les médias après les propos du pape Benoît XVI sur le préservatif.
- La ville d'Annecy (Haute-Savoie) est choisie, dès le premier tour à la majorité absolue, par le Comité national olympique et sportif français (CNOSF) pour porter la candidature française à l'organisation des Jeux olympiques d'hiver 2018[11].
- Échauffourées entre une cinquantaine de « jeunes » d'un quartier de Châteaudun (Eure-et-Loir) et des forains à la suite d'une « altercation entre des jeunes du quartier sur un manège » d'autres sont « revenus en renfort pour en découdre, munis de barres de fer et de battes des baseball ». Des coups de feu ont été échangés et des pierres jetées sur des caravanes et des véhicules de la gendarmerie, sans faire de blessés.
- L'Agence Française de lutte antidopage (AFLD) annonce que des traces de stéroïdes anabolisants ont été trouvées dans des échantillons de cheveux de joueurs de football et de rugby professionnels, ainsi que dans ceux de coureurs cyclistes et d'athlètes en France. Sur les 138 échantillons capillaires de sportifs que l'AFLD a fait analyser par deux laboratoires spécialisés, 22 contenaient des traces de stéroïdes.

### Jeudi19 mars 2009
Politique
- Journée de mobilisation dans la fonction publique. Le secrétaire général de la CGT Bernard Thibault estime que « le gouvernement devra accepter de rediscuter » avec les syndicats sur la base de leur plate-forme commune à l'issue la journée de mobilisation aujourd'hui.
- Quelque 21,1 % des fonctionnaires ont fait grève dans la Fonction publique. Le nombre des manifestants ayant pris part aux différents cortèges de protestation organisés dans toute la France à l'appel de tous les syndicats a atteint 1 200 000, selon la police. Des incidents ont éclaté place de la Nation à Paris entre des petits groupes de jeunes manifestants anarchistes et les forces de l'ordre qui ont interpellé 300 personnes « dont 49 ont fait l'objet d'une procédure judiciaire ».

Économie
- Iliad, maison mère du fournisseur d'accès à internet Free, annonce un bénéfice net 2008 en recul de 33,2 %, à 100,4 millions d'euros, affecté par le rachat d'Alice.
- Trois mutuelles MACIF, MATMUT et MAIF annoncent leur projet d'union pour constituer un grand pôle mutualiste mieux armé face à la crise. Le nouveau groupe devrait réunir 10 millions de sociétaires et représenter 9 milliards de chiffre d'affaires.

Affaires diverses
- Arrestation d'un pédomane de 37 ans en cavale soupçonné d'une série de sept viols et tentatives de viols depuis août 2008 en banlieue parisienne et dans la capitale. Il était condamné depuis 2006 à 15 ans de prison pour une dizaine d'agressions sexuelles commises sur des enfants en 2001 et 2002[12]. De nationalité algérienne, il a été trahi par son ADN dans trois de ses agressions et reconnu par quatre de ses victimes.

### Vendredi20 mars 2009
Politique
- Le ministre de l'Écologie Jean-Louis Borloo et la ministre de l'Économie Christine Lagarde annoncent une baisse de 11,3 % des tarifs réglementés du gaz naturel au 1er avril, ont annoncé, vendredi 20 mars, dans un communiqué commun. Les tarifs réglementés du gaz naturel, qui concernent 93 % des consommateurs français, sont fixés par le gouvernement après avis de la Commission de régulation de l'énergie. Ils sont calculés selon une formule prenant en compte les prix du pétrole, le cours du dollar ainsi que les coûts d'acheminement, de stockage et de commercialisation. Les tarifs réglementés du gaz pour les particuliers avaient augmenté de 15,2 % en 2008.

Économie
- Le groupe de distribution Rallye (Casino, Go Sport) a réalisé une perte nette 2008 de 86 millions d'euros, contre un bénéfice de 288 millions d'euros en 2007, plombé notamment par des pertes sur le portefeuille boursier. Le chiffre d'affaires progresse de 14,4 %, à 29,44 milliards d'euros, Le résultat opérationnel courant 2008 de la holding, se situe à 1,28 milliard d'euros (+1,7 %).

Affaires diverses
- Enlèvement d'Élise, fillette franco-russe à Arles (Bouches-du-Rhône), la fillette est retrouvée en Hongrie au mois d'avril avec sa mère russe. Cet enlèvement met en évidence la complexité juridique à l'échelle internationale des cas d'enlèvement d'enfant par l'un ou l'autre des parents. Même dans des cas avérés d'enlèvement, le retour de l'enfant dans son pays de résidence peut nécessiter des mois, voire des années de procédures. La rapidité du processus dépend de l'existence de conventions internationales entre le pays d'origine de l'enfant et le pays où il a été emmené.
- Dix personnes ont été légèrement blessées en fin de matinée à Lyon par des coups de feu tirés à proximité d'une école maternelle et élémentaire du IIIe arrondissement.
- Trois cents hectares de landes et broussailles et 10 hectares de résineux ont été détruits par un incendie d'écobuage près du village de Lordat (Ariège).

### Samedi21 mars 2009
Politique
- Journée lutte contre la discrimination. Le Collectif Droits et prostitution a organisé une « Marche des fiertés des travailleurs du sexe » sur la place Pigalle, à Paris, dans le but d'interpeller le pouvoir politique au lendemain de la création du premier Syndicat du Travail sexuel (Strass)[13].
- Parti socialiste : Martine Aubry annonce la tenue à l'automne d'une convention sur la rénovation du parti, préparée par Arnaud Montebourg, exprimant sa volonté « d'amplifier » la modernisation du parti après le « psychodrame » sur les listes européennes à l'origine d'une fronde d'élus régionaux. La traditionnelle université d'été de La Rochelle début septembre sera « largement consacrée » à ce thème. La convention devra notamment trancher la question ultra-sensible du mode de désignation du candidat socialiste à la présidentielle de 2012[14].
- L'humoriste Dieudonné annonce qu'il se lance dans la course européenne en prenant la tête d'une liste pour « un vote anti-sioniste clairement affirmé, qui ne se cache pas » en Île-de-France, appelant « tous les insoumis de ce système [...] tous les infréquentables » à le rejoindre sur sa liste en Ile-de-France dans sa lutte pour « une liberté d'expression ». Le but de sa liste sera également de se battre « contre ce repli communautaire. Il faut que la République retrouve son sens et que nous chassions toutes les organisations mafieuses du type le CRIF, de la République ». « Tous ceux qui se sont heurtés à un moment à la pensée unique sont les bienvenus », sa liste regroupera aussi des « juifs anti-sionistes » et des gens « de tous bords » : « Nous devons nous battre de l'extrême droite à l'extrême gauche contre ce centre qui détient le pouvoir depuis très longtemps, contre le système béké en réalité, a affirmé Dieudonné. Parce que c'est le même système béké qui est en France et je pense l'avoir localisé ».

Économie
- Le bilan de quatre enquêtes, menées par deux associations de consommateurs et deux magazines spécialisés, conclut à des dérapages répétés sur les honoraires des syndics de copropriété, malgré un accord signé en septembre 2007 par lequel les syndicats professionnels, comme la Fédération nationale des agents immobiliers (Fnaim), avait alors juré de le faire respecter à la lettre par leurs adhérents[15].

Affaires diverses
- Incendie d'un « entrepôt de 2 000 m2 contenant un stock de 250 tonnes de soufre » de l'usine chimique Citis située dans la zone industrielle du quartier dunkerquois de Petite-Synthe près de Dunkerque (Nord). Un épais nuage irritant s'est échappé et a touché une zone de 80 000 habitants comprenant les communes de Petite-Synthe, Malo-les-Bains, Cappelle-la-Grande, Saint-Pol-sur-Mer et Coudekerque. Ces mesures avaient été mises en place à la suite de la formation d'un nuage de soufre après l'incendie d'un entrepôt de la région.

### Dimanche22 mars 2009
Politique
- Le Haut commissaire à la Jeunesse Martin Hirsch demande à l'État 1,5 milliard d'euros pour l'embauche par les entreprises de 100 000 jeunes en contrats en alternance — contrats d'apprentissage et de professionnalisation — pendant deux ans, avant de se rembourser par une baisse « minime » de 1 % des allègements charges de cotisations données aux entreprises pendant « les cinq années suivantes ». Selon lui, c'est « la meilleure formule pour tout le monde » car « il y a aujourd'hui 200 000 jeunes supplémentaires sur le carreau dont beaucoup sont formés et ont envie de travailler » et « de l'autre des entreprises qui n'ont pas les moyens d'embaucher des jeunes aujourd'hui, mais dont la survie dépendra d'avoir des jeunes formés avec une première expérience d'ici deux ou trois ans » estimant que jusqu'à présent « on est passé à côté de la plaque, et on est allé vers une génération sacrifiée ».
- Parti socialiste : Journée « Printemps des libertés » organisée au Zénith à Paris dans le cadre de la campagne du Parti socialiste pour la défense des libertés attaquées, selon lui, par Nicolas Sarkozy : « Nous n'acceptons pas la mise sous coupe de la justice, la restriction de l'indépendance de la presse, le fichage des Français, le dur traitement des plus faibles. L'heure n'est pas à la résignation ». Le PS, qui avait publié il y a deux semaines, un livre noir dénonçant en 89 chapitres les « atteintes aux libertés publiques » attendait plus de personnes que les 1 500 présentes. Le député PS Manuel Valls voit dans le réquisitoire de son parti sur les libertés « un danger » de « l'anti-sarkozysme obsessionnel ».
- UMP : Valérie Pécresse remporte la primaire UMP en Île-de-France pour la tête de liste aux élections régionales de 2010 avec 59,9 % des voix face à son collègue du gouvernement, Roger Karoutchi (40,1 %).
- Mouvement républicain et citoyen (MRC) : Le Conseil national refuse l'alliance à gauche « sur une divergence de fond quant à la manière de redresser la construction européenne » et décide d'être absent des élections européennes de juin, selon la résolution adoptée lors de son Conseil national.
- Quelque 1 300 motards selon la police manifestent à Paris, à l'appel de la Fédération française des motards en colère (FFMC), pour fêter le retrait dans un projet du gouvernement de la procédure dite des « véhicules endommagés » pour les 2 roues motorisés (2RM), recommandée dans un rapport du Conseil général des ponts et chaussées. Une cinquantaine de manifestations similaires ont été organisées la veille en régions[16].
- Des militants de l'association de lutte contre le sida Act-Up dénoncent les propos du pape Benoît XVI sur le préservatif et le sida en s'allongeant sur le parvis de Notre-Dame, à Paris, où ils ont été pris à partie par de jeunes catholiques.

Économie
Affaires diverses
- Un avion de tourisme, monomoteur de marque Jodel, enregistré à l'altiport de Méribel, s'écrase à proximité du col de l'Étendard sur la commune de Saint-Sorlin-d'Arves (Savoie) dans la vallée de la Maurienne. Le pilote et sa passagère – une femme de 76 ans – trouvent la mort. C'est au moment du décollage, après avoir déposé un autre passager, que l'avion s'est écrasé, après avoir été rabattu par une rafale de vent. Le pilote, un ancien médecin officier militaire âgé de 62 ans, Xavier Maniguet, avait été un des acteurs de l'opération des services secrets français contre le navire Rainbow Warrior. Il était le skipper du voilier Ouvéa qui avait transporté une équipe de la DGSE et les explosifs qui avaient servi à couler le bateau de l'organisation écologiste Greenpeace, le 10 juillet 1985 dans le port d'Auckland en Nouvelle-Zélande.

### Lundi23 mars 2009
Politique
- Le ministre de la Défense, Hervé Morin, dévoile son projet de loi d'indemnisation des victimes des 210 essais nucléaires menés par la France de 1960 à 1996 dans le Sahara et en Polynésie, un texte très attendu des associations de vétérans. Le texte concerne les quelque 150 000 militaires et civils qui ont travaillé dans le cadre de ces essais, sans compter les populations locales, qui ont pu être irradiées. Des décrets fixeront une liste de 18 maladies ouvrant droit à l'indemnisation, cette liste étant calquée sur celle du comité scientifique des Nations unies pour l'étude des effets des rayonnements ionisants.
- La présidente du MEDEF, Laurence Parisot, estime que son organisation n'a pas le pouvoir d'imposer un encadrement des rémunérations des patrons, demandé par le pouvoir et l'opposition après l'affaire Société générale, mais affirme être consciente de son autorité morale en rappelant aux dirigeants d'entreprise « les valeurs de responsabilité et de solidarité » dont ils doivent faire preuve.
- Parti socialiste :
  - Le président socialiste du conseil régional d'Île-de-France, Jean-Paul Huchon, affirme croire « profondément que l'on peut sortir du rouge par le vert » grâce à l'environnement : « Investir massivement en faveur de l'environnement, c'est dès à présent préparer la sortie de crise. C'est courir plus vite que la crise. Je crois profondément que l'on peut sortir du rouge par le vert [...] l'enjeu aujourd'hui n'est plus de savoir s'il faut accroître sa vigilance sur les déchets dangereux, s'il faut valoriser plus, s'il faut responsabiliser davantage nos concitoyens à trier plus et mieux [... mais] d'accélérer le mouvement [...] la notion de traitement ne doit pas s'opposer à celle de prévention [...] C'est la raison pour laquelle, dans toutes nos politiques, y compris dans le plan régional, il faut que la prévention des déchets se pose en premier, que les objectifs de valorisation soient ambitieux et les installations performantes afin de diminuer les impacts environnementaux de la gestion des déchets ».
  - Le député européen Henri Weber reconnaît un semi-échec après le rassemblement peu mobilisateur pour la défense des libertés au Zénith : « le climat n'est pas à ce combat là [...] aujourd'hui, nos concitoyens ont la tête à leurs problèmes économiques et sociaux [...] Le climat n'est pas à ce combat-là précisément mais cela ne veut pas dire que les questions ne soient pas essentielles [...] C'est pourquoi il y a eu 1 500 participants et pas les 5-6 000 attendus parce que aujourd'hui nos concitoyens ont la tête à leurs problèmes économiques et sociaux, s'inquiètent sur ce qui va advenir et c'est de ça dont ils ont prioritairement envie de parler et d'entendre parler ».

Économie
- Le PDG de Valeo depuis 20 ans, Thierry Morin, quitte ses fonctions pour « divergences stratégiques » avec le conseil d'administration qui veut imposer un « changement de gouvernance » et une « révision de la stratégie de l'entreprise ». Il s'en va avec un parachute doré de 3,2 millions d'euros alors que l'entreprise a connu un déficit 2008 de 207 millions € et 1 600 suppressions d'emplois.
- Médiation du crédit : depuis le lancement de ce dispositif fin octobre, 7 973 entreprises ont saisi les services du médiateur, chargé de s'assurer que les entreprises bénéficient bien de l'argent public prêté aux banques. L'ensemble des dossiers en médiation portent sur « 1,4 milliard d'euros de besoins de financement » pour 4 308 dossiers « à présent instruits et clos ». Un peu moins de 3 000 entreprises ont « été confortées dans leurs activités » en obtenant finalement un crédit.
- Le groupe chimique américain Celanese annonce la fermeture de son site de Pardies, sur le bassin de Lacq (Pyrénées-Atlantiques), qui emploie quelque 350 personnes.
- En 2008, quelque 3 500 agences immobilières, sur un total de 25 000, ont fermé leurs portes en France en raison de la crise qui affecte le secteur. Cette chute s'explique par la forte baisse du nombre de transactions dans l'ancien, 650 000 en 2008, soit un recul de 25 % par rapport à 2007, selon le réseau Orpi qui prévoit un redémarrage du marché des transactions dans l'ancien « à partir de septembre 2009 ».
- Le Crédit mutuel annonce avoir pris le contrôle de la société de crédit à la consommation Cofidis, un des derniers organismes de crédit à la consommation à ne pas être sous la coupe d'une banque. Cofidis étant une société qui consent des crédits sans bénéficier d'une base de dépôts, était en situation de fragilité dans un contexte de crise, qui rend difficile l'accès au financement pour les établissements financiers et à donc été contraint de s'adosser à un groupe bancaire. La prise de contrôle est faite par le biais de la création d'une holding, détenue à 67 % par le Crédit Mutuel et à 33 % par les 3 Suisses, l'actionnaire historique de Cofidis. Par ailleurs, les 3 Suisses cédera à Cofidis Participations leur participation de 66 % dans la banque en ligne Monabanq.

Affaires diverses
- Ouverture à Rennes du procès en appel de l'effondrement en novembre 2003 de la passerelle du paquebot Queen Mary II, qui avait fait 16 morts et 29 blessés à Saint-Nazaire. Huit des victimes tuées étaient des employés d'une entreprise de nettoyage venant travailler à bord. Les autres appartenaient à deux groupes d'invités de cadres des Chantiers qui avaient convié des proches à visiter le navire de 345 m de long et 72 m de haut deux mois avant sa mise en service. La passerelle, qui reliait le quai au Queen Mary II, en cale sèche aux Chantiers, s'était effondrée, précipitant dans le vide les 45 personnes qui la traversaient. Huit salariés des Chantiers de l'Atlantique et d'Endel, poursuivis pour « homicides et blessures involontaires », avaient été relaxés en première instance, provoquant la colère des parties civiles. L'amende infligée aux deux sociétés par le tribunal correctionnel avait été de 177 500 euros chacune. Elles avaient également été condamnées à verser 9,5 millions d'euros de dommages et intérêts à plus de 100 parties civiles.
- Les avocats de l'organisation des Moudjahidine du peuple iranien mis en cause dans une enquête judiciaire antiterroriste déposent une requête aux fins de non-lieu, à la suite du retrait de l'organisation d'opposition iranienne de la liste noire de l'UE. L'affaire a débuté en juin 2003 après une vaste coup de filet au siège du Conseil national de la résistance iranienne — principal mouvement de résistance au régime iranien et vitrine politique de l'OMPI — à Auvers-sur-Oise. 24 personnes avaient été inculpées dont la présidente Maryam Radjavi qui dénonce une enquête judiciaire répondant, selon elle, à un « objectif politique » dans le cadre d'une « politique de complaisance des occidentaux » vis-à-vis du régime islamique iranien.
- 26 détenus du quartier « Maison centrale » du centre pénitentiaire de Moulins-Yzeure (Allier) entament un mouvement de rébellion en refusant de regagner leurs cellules après la promenade, ce qui a entraîné l'intervention des forces de l'ordre.

### Mardi24 mars 2009
Politique
- Le ministre du Budget, Éric Woerth juge « anormal et provocateur » le parachute doré de 3,2 millions d'euros accordé au PDG de Valeo pour son départ estimant que le code de déontologie décidé par le MEDEF et l'AFEP (Association française des entreprises privées) en la matière ne « marche pas »[17].
- Le secrétaire d'État à l'emploi, Laurent Wauquiez, présente les onze mesures sociales que le gouvernement a décidé de pérenniser dans le cadre des avantages fiscaux des services à la personne.
- Le Parlement vote la réforme du travail législatif qui met en place un « temps global » programmé des débats. Le texte a été approuvé par l'UMP et le Nouveau Centre et le vote boycotté par la gauche (groupes PS et GDR).
- Le député socialiste Jean-Patrick Gille propose dans, le cadre du premier plan d'indemnisation des victimes d'essais nucléaires, la « création d'un fonds d'indemnisation similaire à celui mis en place pour les victimes de l'amiante et dans lequel siègent les associations », soulignant que le 27 novembre 2008, le groupe PS avait défendu au parlement une proposition de loi sur l'indemnisation des victimes des essais nucléaires français qui avait été rejetée par la majorité UMP.
- Le maire socialiste de Paris, Bertrand Delanoë, annonce qu'il votera contre le budget 2009 de l'Assistance publique-Hôpitaux de Paris (AP-HP), considérant qu'il met en péril l'institution : « Les contraintes budgétaires qui sont aujourd'hui imposées à l'AP-HP remettent en effet en cause [...] l'accès sans réserve à une médecine de qualité [...] En 2009, c'est la perte de 1 200 emplois qui s'annonce, dont environ 70 % concerneront le personnel soignant [...] L'insuffisance des moyens accordés à l'AP-HP l'empêchera en outre de poursuivre ses projets d'investissement, indispensables au maintien de son rang d'excellence dans la recherche et l'innovation ».

- La vice-présidente du Front national, Marine Le Pen se dit « scandalisée de la haine exprimée à l'égard du pape » après ses propos sur le préservatif et le sida : « Le pape c'est le pape. L'Église catholique exprime l'idéal de l'abstinence, l'idéal de la fidélité. Elle est là pour fixer la règle. (Elle dénonce) le président d'Act Up, qui l'agresse, qui quasiment l'insulte grassement [...] J'aimerais bien d'ailleurs que les militants d'Act Up, plutôt que de venir s'allonger et faire de la provocation devant Notre-Dame, aillent peut-être devant quelques mosquées pour plaider contre la lapidation. Mais ça, il faut avoir un petit peu plus de courage ».

Économie
- La Banque postale annonce un bénéfice net 2008 en chute de 43 % à 302,6 millions d'euros à cause des dépréciations d'actifs liées à la crise financière et à la perte de valeur de son portefeuille de titres.
- Selon les chiffres de l'OJD, les ventes de la presse grand public française ont reculé de 1,9 % en 2008 par rapport à 2007 dans un paysage de crise marqué toutefois par la résistance de la presse hebdomadaire régionale, de la presse du dimanche et des news magazines[18].

Affaires diverses
- Selon le Bulletin épidémiologique hebdomadaire, la tuberculose n'a pas disparu du paysage français avec une hausse de 5 % des cas entre 2006 (5 323 cas) et 2007 (5 588 cas), même si le pays est considéré comme faiblement touché au niveau international. Le nombre de cas déclarés en 2007 était de 8,9 pour 100 000 habitants avec des pointes en Seine-Saint-Denis (30,7/100000), à Paris (28,0/100000) et en Guyane (23,3/100000). Le taux de déclaration chez les personnes nées à l'étranger (42/100000) est 8 fois supérieur à celui observé chez les personnes nées en France (5,1/100000)[19].
- L'Office central de lutte contre la criminalité liée aux technologies de l'information et de la communication (OCLCTIC) démantèle un réseau de 20 personnes soupçonnées d'avoir piraté les réseaux de trois opérateurs téléphoniques, pour un préjudice de 8 millions d'euros.
- Le couturier Kenzo Takada annonce la vente aux enchères en juin prochain de sa collection de quelque 1 300 objets d'arts asiatiques et amérindiens pour une estimation de 1,5 à 1,8 million d'euros. Parmi les objets les plus remarquables : un cheval de bois de l'époque Han (2000 ans), une statuette thaïlandaise de 600 grammes d'or massif des VIIe – IXe siècles, des statuettes de dames de cour d'époque Tang, des laques japonaises, une collection de kimonos, des parures océaniennes et des statuettes kachinas d'Amérique dont certaines ont appartenu à l'écrivain André Breton.
- Mort à Paris du journaliste Roger Colombani (84 ans). Grand reporter à France-Soir dans les années 1960 et 1970, il fut une des cofondateurs du Matin de Paris en 1977.
- Le Groupe d'intervention régional de Lyon annonce le démantèlement d'un réseau de 22 machines à sous dont le mécanisme avait été réglé afin de fournir d'importants bénéfices et qui fonctionnaient dans des bars de la vallée du Rhône. 28 personnes ont été interpellées dont le responsable du réseau, qui selon les gendarmes, serait un habitant de Pierrelatte inscrit au RMI mais domicilié dans une villa du centre-ville. Le système rapportait entre 1 et 2 millions d'euros chaque année. Certains responsables d'établissement auraient accepté la présence des machines sous la menace.
- Le Groupe d'intervention régional de Lyon démantèle un réseau de trafiquants de drogue qui opérait dans plusieurs communes de la vallée du Gier. 8 kilos de cocaïne, 140 kilos de résine de cannabis, de l'argent, des armes et des explosifs ont été saisis.
- Un réseau de 17 voleurs à l'étalage Roumains, dont cinq femmes, âgés entre 25 et 48 ans, qui œuvraient dans les grandes surfaces du Var, des Alpes-Maritimes et des Bouches-du-Rhône, est démantelé. Le chef présumé du réseau est un Français de 58 ans habitant Le Beausset (Var) au domicile duquel des milliers de produits ont été saisis. Le réseau fonctionnait depuis 4 ans. Les 18 personnes impliquées ont reconnu les faits. Les produits volés — de l'épicerie fine, des spiritueux de qualité mais aussi des articles de consommation courante — étaient brièvement stockés avant d'être livrés aux clients, essentiellement des restaurateurs de la région ainsi que des particuliers.

### Mercredi25 mars 2009
Politique
- Le président Nicolas Sarkozy se réjouit devant des députés UMP que « quand il y a une grève comme celle du 19 mars, le pays n'est plus paralysé [...] les métros roulent et les transports fonctionnent [...] On a réussi à changer les rapports sociaux en France [...] Je pense qu'on perd quand on est faible. En 1995, les électeurs nous ont lâchés après l'échec du gouvernement Juppé sur l'assurance maladie [...] Cette fois-ci, avec François Fillon, on a voulu rétablir l'image de la France. Elle avait trois handicaps: les 35 heures, les grèves et la fiscalité ».
- Le conseiller spécial de l'Élysée, Henri Guaino, rappelle que le patronat doit faire des propositions sur la rémunération des dirigeants d'entreprise avant le 31 mars, précisant que ce n'était « pas une invitation » mais « un ultimatum » : « Si personne ne veut être raisonnable, on aura toutes les solutions possibles sur la table [...] Il n'y a pas forcément besoin d'une loi [...] s'il en faut une il y en aura une mais ce n'est pas forcément le meilleur instrument [...] Chacun doit prendre conscience de ses responsabilités morales, on ne peut pas tout traiter que par des lois, les lois elles viendront, les sanctions elles viendront si c'est nécessaire, mais s'il n'y pas de civisme, s'il n'y a pas de morale, alors nous courons tous collectivement à la catastrophe ».
- La secrétaire d'État à la famille, Nadine Morano, et le président de la SNCF, Guillaume Pépy, se sont rendus à la gare Montparnasse pour délivrer les premières « cartes Enfant Famille ». Un an après la controverse sur la suppression de la « carte Familles nombreuses », le gouvernement souhaite étendre les réductions SNCF aux familles de moins de trois enfants. Cette nouvelle carte s'adresse aux familles comptant un ou deux enfants de moins de 18 ans mais sous conditions de ressources, correspondant aux quelque 3 millions de foyers qui bénéficient de l'allocation de rentrée scolaire.

Économie
- Selon le ministère de l'Emploi, fin février, le nombre de chômeurs inscrits à Pôle emploi en catégorie A (sans aucune activité) est de 2,38 millions (+79 900), et à 3,4 millions (+80 800) en comptant ceux exerçant une activité réduite.

- Le quotidien Libération révèle que les cadres de Cheuvreux, une filiale du Crédit agricole, s'apprêtent à recevoir quelque 51 millions d'euros de bonus au titre de 2008, alors même que le groupe Crédit agricole a reçu 3 milliards d'euros de l'État sous forme de fonds propres et que 75 emplois vont être supprimés en raison d'un récent plan de restructuration.

Affaires diverses
- Environ 700 salariés de l'usine Continental à Clairoix (Oise), qui doit fermer d'ici un an, se sont rendus en car à Paris pour manifester jusqu'à l'Élysée où des syndicalistes doivent être reçus par le conseiller social, Raymond Soubie.
- L'équipe de France (Grégory Baugé, Kévin Sireau et Mickaël Bourgain) conserve pour la quatrième fois consécutive, sur la piste du vélodrome de Pruszków (Pologne), son titre de champions du monde de vitesse par équipe en battant pour la quatrième fois l'équipe de Grande-Bretagne.

### Jeudi26 mars 2009
Politique
- Le ministre de la Défense, Hervé Morin, présente son projet de regroupement de « l'ensemble des états-majors des trois armées (terre, air, mer), le centre de planification et de commandement des opérations (CPCO), la délégation générale pour l'Armement (DGA) ainsi que l'ensemble des directions et services du secrétariat général pour l'administration » dans un même site à Balard (15e). Ce projet de « Pentagone à la française », selon Le Parisien, regroupera près de 10 000 personnes. Le coût de cette opération est estimé à « environ 600 millions d'euros, si l'on inclut la rénovation complète de l'actuelle cité de l'Air ».

Économie
Affaires diverses
- Le prix Abel, équivalent d'un prix Nobel, couronnant des avancées dans les mathématiques, a été attribué au Franco-Russe Mikhaïl Gromov, professeur de l'Institut des hautes études scientifiques, « pour ses contributions révolutionnaires à la géométrie ».
- L'écrivain franco-belge François Weyergans est élu à l'Académie française au 3e tour de scrutin, au fauteuil de l'écrivain Maurice Rheims avec 12 voix sur 24 votants. Né en 1941 à Bruxelles, François Weyergans a obtenu le prix Goncourt en 2005 pour Trois jours chez ma mère. Il est notamment l'auteur de Macaire le Copte (1981), La Démence du boxeur (1992) et Franz et François (1997).
- Un violeur en série est condamné à dix ans de réclusion par la cour d'assises du Bas-Rhin pour trois viols et treize agressions sexuelles. Le condamné était magnétiseur à Kauffenheim (Bas-Rhin) et les faits ont été commis dans son cabinet entre 2004 et 2007 où les victimes, des femmes âgées de 21 à 56 ans, venaient le voir pour des problèmes de poids, d'angoisse, de tabagisme ou encore de mal de dos.
- Une perquisition a eu lieu au siège parisien de BNP Paribas par des policiers de la brigade financière dans le cadre de l'affaire Madoff. Cette perquisition survient dans le cadre de l'enquête préliminaire ouverte mi-mars après la plainte pour avoir fait souscrire par des voies détournées des SICAV Luxalpha, gérées par la banque suisse UBS et au cœur du scandale Madoff.

### Vendredi27 mars 2009
Politique
Économie
- Le groupe de matériel de sports Rossignol, qui a accusé une perte opérationnelle 2008 de 58 millions sur un chiffre d'affaires de 270 millions d'euros, annonce la suppression d'environ 450 postes de travail, dont 275 en France, sur un effectif mondial de 1 500 personnes, soit près de 30 % de ses effectifs. Fin janvier, le groupe avait annoncé deux mois d'arrêt de production sur ses quatre sites de production, à Nevers et Sallanches en France, Artés en Espagne et Montebelluna en Italie.
- La banque Natixis, filiale des Banques populaires et des Caisses d'épargne, déficitaire à hauteur de 2,8 milliards d'euros, a versé 90 millions d'euros de primes à ses traders au titre de 2008. Natixis a annoncé la suppression prochaine de 166 postes dans son activité de conservation de titres qui s'ajoutent aux plans, annoncés en décembre, de départs volontaires concernant 800 personnes et à celui de suppression de 450 postes.

Affaires diverses
- Au terme d'un procès à rebondissements, Yvan Colonna est condamné en appel à la réclusion criminelle à perpétuité assortie d'une période de sûreté de 22 ans pour l'assassinat du préfet de Corse Claude Érignac le 6 février 1998 à Ajaccio (Corse-du-Sud).
- La maire UMP de Saint-Gratien (Val-d'Oise), Jacqueline Eustache-Brinio est agressée et blessée par un homme. Selon l'UMP, cette agression est « au seul motif apparent qu'elle mène un combat contre la délinquance dans sa commune ».
- Un incendie criminel endommage l'église Saint-Joseph à Clermont-Ferrand.

### Samedi28 mars 2009
Politique
- Le député socialiste Jean-Marc Ayrault déclare être « pour la suppression des stock-options, pendant cinq ans, sauf pour les entreprises naissantes [...] Si on ne fait pas ça, le système devient immoral et fou [...] Pour nous, ce sont toutes les entreprises qui doivent renoncer aux stock-options, sauf pour les entreprises naissantes ». Il s'est aussi déclaré être pour le « plafonnement des salaires des dirigeants pour les entreprises aidées, à 300 000 euros [...] sur le modèle de Barack Obama [...] Quand je vois des dirigeants comme à GDF Suez qui refusent des augmentations de salaires et dans le même temps s'octroient des bonus même s'ils y ont renoncé ensuite, comment voulez-vous que les gens aient confiance ».
- La socialiste Ségolène Royal, devant 800 personnes, exhorte les adhérents de son association « Désirs d'avenir », à se « faire respecter » au sein du PS, fustigeant les « oiseaux de proie » de l'économie française et exaltant les valeurs de fraternité.

Économie
Affaires diverses
- Grenoble est sacré champion de France de hockey sur glace en s'imposant aux dépens de Briançon 5 à 1, lors du match 4 de la finale de la Ligue Magnus.

### Dimanche29 mars 2009
Politique
- François Bayrou présente une première esquisse du projet du Mouvement Démocrate (MoDem) pour les élections européennes, devant quelque 1 000 personnes réunies à la Maison de la Chimie à Paris.
- Référendum sur la départementalisation de Mayotte à Mayotte. Le oui l'emporte à plus de 95 % des suffrages exprimés.

Économie
- Le conseil de surveillance de PSA Peugeot Citroën met fin au mandat du patron du groupe automobile, Christian Streiff et le remplace par Philippe Varin, actuel dirigeant du groupe sidérurgique Corus à compter du 1er juin. Le groupe a enregistré une perte nette de 343 millions d'euros en 2008 et table sur une nouvelle perte cette année.

Affaires diverses
- Le Français Grégory Baugé aux Championnats du monde de cyclisme disputés à Pruszków) (Pologne), remporte la vitesse homme, considéré comme l'épreuve reine du cyclisme sur piste. Pour son premier titre en individuel, Baugé s'est imposé en trois manches en finale devant le surprenant Malaisien Azizulhasni Awang. Un autre Français, Kévin Sireau, a remporté la médaille de bronze. La France a récolté en Pologne six médailles, trois d'or pour Baugé en vitesse individuelle et dans le trio de la vitesse par équipes (Baugé, Sireau, Bourgain) et Morgan Kneisky dans le scratch, deux d'argent pour François Pervis et Clara Sanchez en keirin, et le bronze pour Kévin Sireau en vitesse.

### Lundi30 mars 2009
Politique
- Le premier ministre, François Fillon, présente le décret préparé par le gouvernement pour encadrer la rémunération des dirigeants. Après avoir dénoncé le « comportement irresponsable de quelques » patrons, il a affirmé qu'il s'agissait pour le gouvernement « de faire pression sur ceux qui sont récalcitrants ». Le premier ministre a évoqué trois cas de figure : grandes banques et constructeurs automobiles aidés par l'État, entreprises publiques et les autres, notamment celles où est entré le Fonds stratégique d'investissement (FSI) de l'État. Il a toutefois exclu d'encadrer de façon globale les rémunérations patronales, estimant qu'une telle initiative n'aurait « aucune réalité technique, économique, sauf à vouloir naturellement réglementer toutes les rémunérations […] mais on entre dans un autre modèle économique »[20].
- Le ministre de l'Agriculture, Michel Barnier, annonce une enveloppe de 170 millions d'euros pour venir en aide aux céréaliers fragilisés par le plan de redistribution des aides de la Politique agricole commune (PAC)[21].
- Le ministère de l'Écologie annonce le lancement du site internet www.carburantE10.fr permettant de vérifier la compatibilité de son véhicule au nouveau biocarburant E10 qui doit faire son arrivée dans les stations-service à partir du 1er avril.

Économie
- L'ex-patron de PSA Peugeot Citroën, Christian Streiff, congédié hier, affirme avoir été « mis devant le fait accompli » et n'avoir eu aucune « discussion préalable » ni « aucun différend » avec le conseil de surveillance, « ni sur la stratégie, ni sur les actions menées, ni sur les résultats ». L'ex-PDG réfute aussi l'argument selon lequel il n'aurait pas la capacité physique d'accomplir ses fonctions à la suite de son accident vasculaire cérébral de l'an dernier[22].

Affaires diverses
- Les agents des douanes de Roscoff (Finistère) ont saisi 7,2 tonnes de cigarettes dans un camion immatriculé en Pologne lors de son embarquement sur un ferry à destination de Plymouth.
- L'ancien champion de lutte Ghani Yalouz est nommé directeur technique national (DTN) de l'athlétisme français par Bernard Laporte, secrétaire d'État chargé des sports, en remplacement de Franck Chevallier, en poste depuis 2005.

### Mardi31 mars 2009
Politique
- Le service public Pôle emploi va recruter 1 840 agents supplémentaires pour faire face à l'alourdissement des tâches provoqué par la forte remontée du chômage ces derniers mois. Fin février, Pôle emploi comptait 44 675 employés, dont 29 838 anciens agents de l'ANPE et 14 837 ex-salariés des Assedic.
- Ouverture du 63e congrès du syndicat des agriculteurs, FNSEA.

Économie
- La fédération France nature environnement qui regroupe quelque 3 000 associations estime que l'agrocarburant E10, qui fait son entrée dans les stations-service françaises, est « une arnaque pour le consommateur et pour l'environnement » : « Utiliser des plantes alimentaires pour remplir l'estomac des voitures plutôt que celui des hommes ne permet pas de répondre aux dérives de l'agriculture intensive et à la faim dans le monde leur développement pose un problème éthique majeur : un plein de 4x4, c'est 250 kg de céréales, soit la ration d'un homme pendant un an ». Composé à 90 % d'essence sans plomb 95 et à 10 % d'éthanol, l'E10 est présenté comme contribuant à la lutte contre le réchauffement climatique.

Affaires diverses
- Comptes aux Liechtenstein : Le parquet de Paris annonce une enquête préliminaire pour « blanchiment de fraude fiscale », visant notamment les groupes Michelin, Elf et Adidas. Selon les services du ministère des Finances, qui « ont passé au crible les comptes incriminés », les faits n'auraient rien à voir avec une banale évasion fiscale, mais seraient « susceptibles de recevoir une autre qualification pénale ». Les trois dossiers cités représenteraient « une part importante du milliard d'euros » en jeu dans la fraude fiscale dénoncée au Liechtenstein. Selon le ministère du Budget, 16 des 64 groupes familiaux français suspectés de fraude fiscale au Liechtenstein se sont mis en règle, en payant leur dû au fisc, majoré des intérêts de retard et de pénalités.
- Affaire Georges Frêche : La Cour de cassation confirme la relaxe prononcée par la cour d'appel de Montpellier au bénéfice du président ex-socialiste de la région Languedoc-Roussillon, Georges Frêche, poursuivi par plusieurs associations pour « injure raciale » après des propos controversés en février 2006 sur la communauté harkie[23].
- Espionnage EDF : Plusieurs cadres d'EDF pourraient être impliqués dans le piratage d'ordinateurs de l'association écologiste et antinucléaire Greenpeace. Le n°2 de la sécurité de l'entreprise, l'ancien policier Pierre François, et son supérieur, le militaire Pascal Durieux, ont été mis en examen. Des locaux de l'entreprise publique ont été perquisitionnés. Le groupe EDF a confirmé qu'une instruction judiciaire était en cours pour une « intrusion frauduleuse dans des systèmes d'information » et a annoncé s'être porté partie civile « en qualité de victime » et met en cause la société Kargus.

- Des chercheurs de l'Établissement français du sang Alpes-Méditerranée sont parvenus pour la première fois à modifier génétiquement un groupe sanguin, une avancée qui va permettre de créer des échantillons de sang rare. Les chercheurs ont réussi par transfert de gènes à modifier un groupe sanguin. Grâce à cette découverte, il est désormais possible de générer artificiellement des échantillons de référence pour certains types de groupes sanguins très rares.
- Début de la 19e campagne des travaux de peinture de la tour Eiffel à Paris qui vont durer 18 mois. Une équipe de 25 peintres insensibles au vertige vont appliquer 60 tonnes de peinture « entièrement écologique », sans plomb, sur les 250 000 mètres carrés de sa surface sur ses 324 mètres de haut avec ses antennes. Depuis 1989, la peinture y est refaite tous les sept ans. Elle arbore depuis 1968 une couleur spécifique dénommée « brun tour Eiffel », choisie pour son harmonie avec le paysage parisien.
- Des incidents ont éclaté dans la soirée entre la police et les militants anti-Otan installés dans le « village anti-Otan » installé au sud de Strasbourg (Alsace) à la suite d'une opération de contrôle d'identité. Les incidents n'ont fait aucun blessé et aucune personne n'a été interpellée. Dans la journée, les anti-Otan avaient dénoncé le « harcèlement » et la « pression policière » dont seraient victimes les membres du village alternatif.